# Мавролитари
Мавролитари (на гръцки: Μαυρολιθάρι, катаревуса Μαυρολιθάριον, Мавролитарион) е село в Република Гърция, област Централна Гърция, дем Делфи. Селото има население от 575 души.
По османско време селото е известно свърталище на клефти и арматоли.

## Личности
Родени в Мавролитари
- Димитриос Папавиерос, гръцки андартски капитан